# (3334) Somov
(3334) Somov est un astéroïde de la ceinture principale.

## Description
(3334) Somov est un astéroïde de la ceinture principale. Il fut découvert le 20 décembre 1981 à l'Observatoire Kleť par Antonín Mrkos. Il présente une orbite caractérisée par un demi-grand axe de 2,85 UA, une excentricité de 0,03 et une inclinaison de 3,3° par rapport à l'écliptique.

## Compléments